# Letiště (seriál)
Letiště je český televizní seriál z pera Petra Zahrádky, který se odehrává v prostředí dvou letišť, na pražském letišti v Ruzyni, kde vypráví o fiktivní letecké společnosti Central Airlines, a na malém letišti Točná. Seriál měl premiéru na TV Prima 4. září 2006 a byl zakončen po 118 dílech o dvou řadách 19. prosince 2007 na Primě.
Seriál primárně vyprávěl o vztahové lince letušky Anny Holubcové (Anna Šišková) a Václava Schindlera (Maroš Kramár), od druhé řady byla hlavní hrdinkou Viola Antošová (Linda Rybová), která nahradila Annu po její smrti v první řadě.
Dne 17. října 2007 bylo potvrzeno, že televize nepočítá s natáčením třetí řady a seriál bude ukončen po 118 dílech.

## Popis seriálu

### První řada
Letuška Anna žije se stewardem Karlem docela poklidný vztah. Sice je Karel její nadřízený a menším konfliktům se nevyhnou, ale zatím jim to docela dobře klapalo. Ale Anna se svěřuje své nejlepší kamarádce Lucii, že ji stále něco vábí k Václavovi, jejímu bývalému partnerovi, se kterým žila skoro 12 let. Avšak Václav si na ni také někdy rád zavzpomíná, ale nesmí to dávat moc najevo, protože jeho současná partnerka Martina na něm vždycky všechno pozná. Václav je vdovec, má nevlastního syna Tomáše, kterému při jedné z tragických nehod zemřela matka. Václav se o syna dříve staral společně s Annou. Jeho nejlepší přítel a také spolupracovník je Pavel Kučera. Vlastní letadlo a hangáry na Točné, avšak jako šéf se moc necítí a s Václavem řídí letiště společně.

### Druhá řada
Anna tragicky zemřela. Václav se jen těžko vzpamatovává ze smrti jeho už druhé ženy. Musí být hodně statečný, už kvůli roční dceři Anežce, kterou má rád, i když není jeho biologická dcera. Tuto situaci řeší útěkem k alkoholu. V tuto těžkou dobu nastupuje jako pilotka v Central Airlines mladá a krásná Viola, do které se následovně zakouká Václav. Avšak tato láska není přijímána několika lidmi a oba si ji musí vybojovat.

## Obsazení

### Hlavní postavy
| Maroš Kramár       | Václav Schindler                      |
| David Matásek      | Karel Halama                          |
| Bohumil Klepl      | Roman Fila                            |
| Zuzana Norisová    | Petra Antlová                         |
| Pavel Zedníček     | Tonda Robinzon (2. řada)              |
| Zuzana Bydžovská   | Tereza Holerová                       |
| Linda Rybová       | Viola Antošová Schindlerová (2. řada) |
| Pavel Řezníček     | Robert Schindler                      |
| Anna Šišková       | Anna Holubcová Schindlerová (1. řada) |
| Vojtěch Dyk        | Tomáš Schindler                       |
| Matouš Ruml        | Vítek Halas (1. řada)                 |
| Jitka Schneiderová | Martina Slatinská (1. řada)           |

### Vedlejší postavy
| Alois Švehlík        | Jaroslav Holubec           |
| Petra Špalková       | Lucie Jumblattová          |
| Vladimír Kratina     | Vít Blatný                 |
| Vanda Hybnerová      | Ivana                      |
| Milena Dvorská       | Růžena                     |
| Vojtěch Dyk          | Tomáš Schindler (2. řada)  |
| Matouš Ruml          | Vítek Halas (2. řada)      |
| Jaroslav Plesl       | Ota Fila (2. řada)         |
| Pavel Řezníček       | Robert Schindler (1. řada) |
| Filip Blažek         | Pavel Kučera (1. řada)     |
| Kristýna Nováková    | Veronika Kliková (1. řada) |
| Božidara Turzonovová | Anežka Holubcová (1. řada) |
| Anna Geislerová      | Lenka Couralová (1. řada)  |
| Alice Bendová        | Taťána (1. řada)           |
| David Švehlík        | Petr Fendrych (1. řada)    |
| Lumír Olšovský       | Libor Havlín (1. řada)     |

## Přehled dílů
| Řada | Díly | Premiéra       | Premiéra          |
| Řada | Díly | První díl      | Poslední díl      |
| ---- | ---- | -------------- | ----------------- |
| 1    | 84   | 4. září 2006   | 25. června 2007   |
| 2    | 34   | 27. srpna 2007 | 19. prosince 2007 |

## Produkce

### Výroba
Za seriálem Letiště stojí česká produkční skupina FilmBrigade, která již pro televizi Prima natáčela například seriál Přešlapy, Zázraky života nebo nejnovější seriál z roku 2012 Základka. Seriál se začal natáčet v létě roku 2006 v ateliérech na pražských Vysočanech. Stavební mistři v něm vybudovali hangár, trup dopravního letadla Boeing 737, moderní letištní halu i byty jednotlivých protagonistů děje. Vybavení dopravního letadla včetně sedadel bylo dovezeno ze skladů německé společnosti Lufthansa. Letecké záběry byly pořizované z malého letadla. Během seriálu se také několikrát zaletělo i do zahraničí. Z počátků bylo plánováno celkem 84 epizod. Později však byla potvrzena druhá série seriálu, která se začala natáčet 16. července 2007.
Druhá série s sebou přinesla několik změn – změna postavy Anny Holubcové za Violu Antošovou, kterou ztvárnila Linda Rybová, nové dekorace, vyměněna byla téměř polovina dekorací, přibyly nové byty, zvětšila se paluba boeingu, prostor letiště, nákupního centra či restaurace. Poslední natáčecí den druhé série byl 28. října 2007.
O třetí sérii nijak televize neinformovala, ale produkční společnost, která seriál vyráběla dala vědět, že s třetí sérií nepočítá, jelikož jsou pro ni dějové linky postav uzavřeny. Natočeno bylo celkem 118 epizod během dvou sérií.

### Zahraniční distribuce
Po ukončení první série byla série s 84 epizodami odkoupena českoamerickou stanici OnlineTV, která vysílá ve Spojených státech (hlavně v Chicagu) pro české a slovenské občany. Televize seriál uvedla v prime-time. Na podporu seriálu dokonce do Chicago odletěla i hlavní představitelka seriálu Zuzana Norisová.